# Nassauer Hof

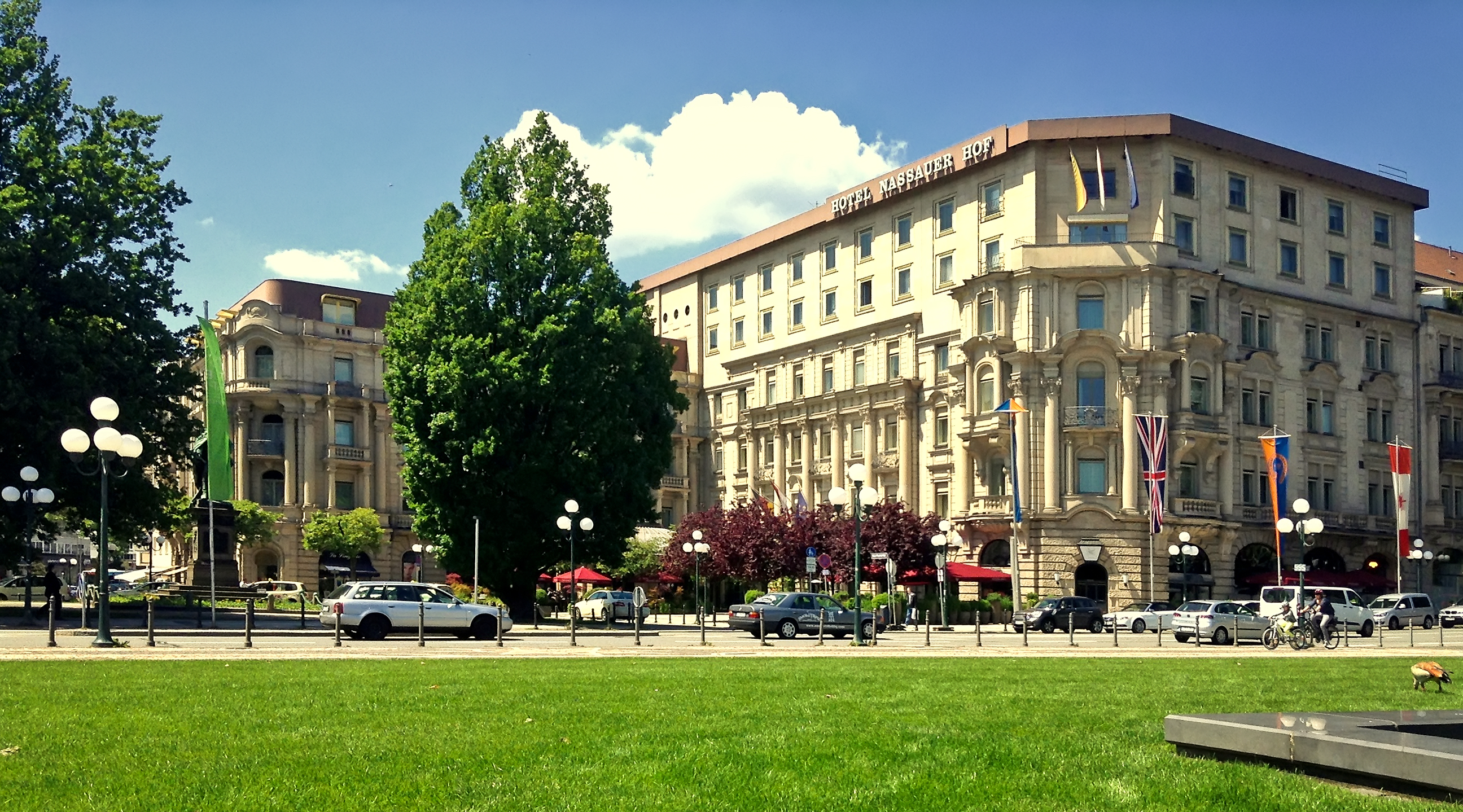
Het Nassauer Hof

Nassauer Hof is een hotel aan de Wilhelmstraße in Wiesbaden dat in 1813 gebouwd werd. Het hotel telt 135 kamers en 24 suites; de duurste suite kost 4.000 euro per nacht. Een van de restaurants van het hotel heeft sinds 1979 ononderbroken een Michelinster. In juni 2013 logeerde de Nederlandse koning Willem-Alexander in het Nassauer Hof, samen met zijn gemalin Máxima.